# Cees Lute
Cees Lute (Castricum, 22 de marzo de 1939-Alkmaar, 9 de octubre de 2022) fue un ciclista neerlandés, que fue profesional entre 1961 y 1968. En su palmarés destaca una victoria de etapa al Giro de Italia de 1964.

## Palmarés
1959
- 1º en la Rondo van Gendringen

1960
- 1º en la Rondo van Gendringen
- 1º en la Omloop der Kempen
- Vencedor de una etapa de la Olympia's Tour

1961
- 1º en la Rondo van Gendringen
- Vencedor de una etapa de la Olympia's Tour

1962
- 1º en la Omloop der Kempen

1964
- 1º en el Tour de Picaresca
- 1º en la Rondo van Kruiningen
- 1º en la Rondo van Ulvenhout
- Vencedor de una etapa del Giro de Italia

1965
- 1º en Acht van Chaam
- 1º en la Rondo van Kortenhoef
- Vencedor de una etapa de los Cuatro días de Dunkerque

1967
- Vencedor de una etapa en el Giro de Cerdeña

### Resultados en el Tour de Francia
- 1965. 67è de la clasificación general

### Resultados en el Giro de Italia
- 1964. 41è de la clasificación general. Vencedor de una etapa
- 1967. Abandona

### Resultados a la Vuelta en España
- 1967. Abandona